# Schempire
Das Schempire (Eigenbezeichnung Syenpire) ist eine Senufo-Sprache, die in der Elfenbeinküste gesprochen wird.
Es ist eng verwandt mit der Sprache Supyire aus Mali und bildet mit ihr ein Dialektkontinuum.